# Langenburg

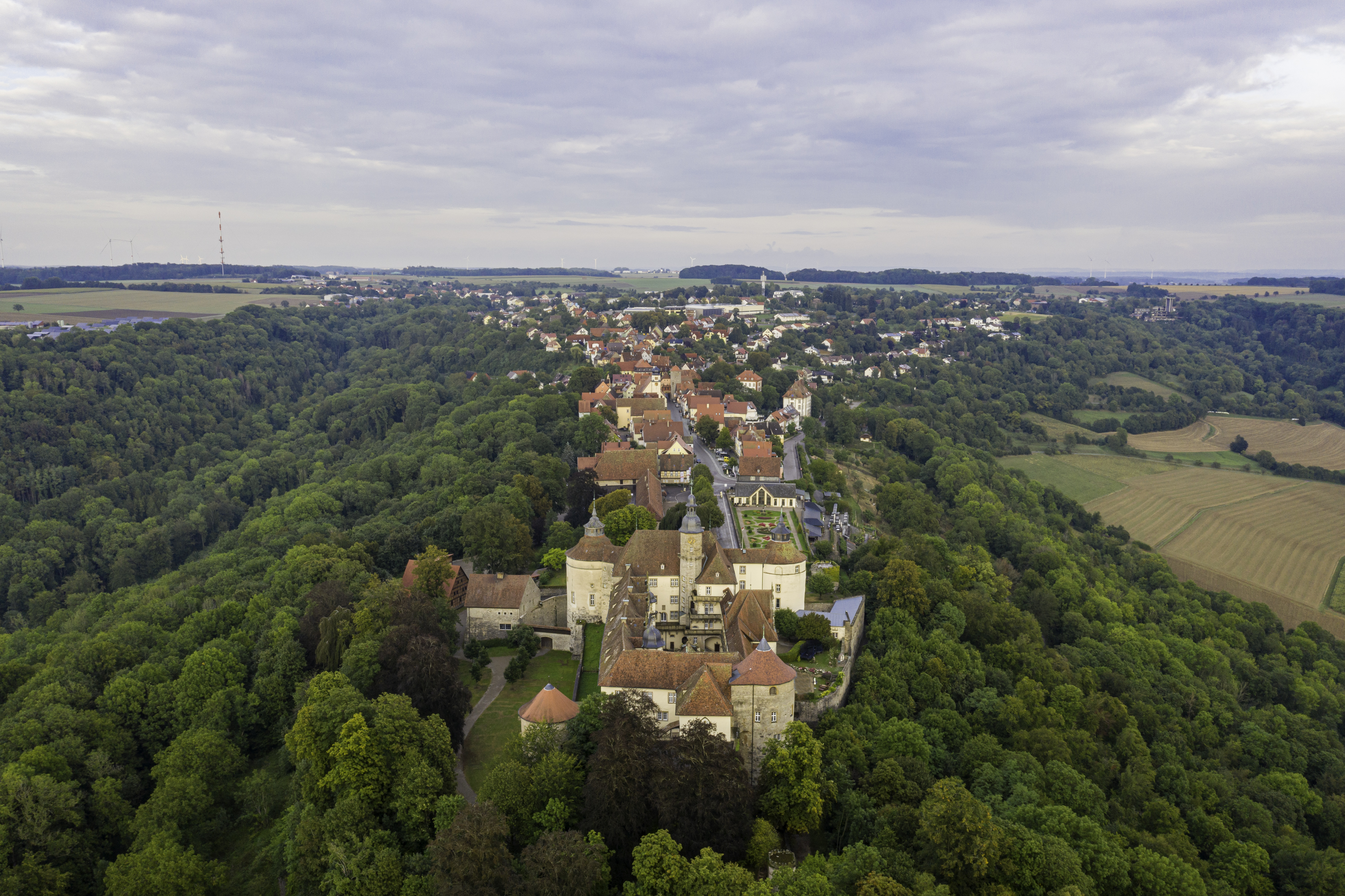
Die Kernstadt von Langenburg

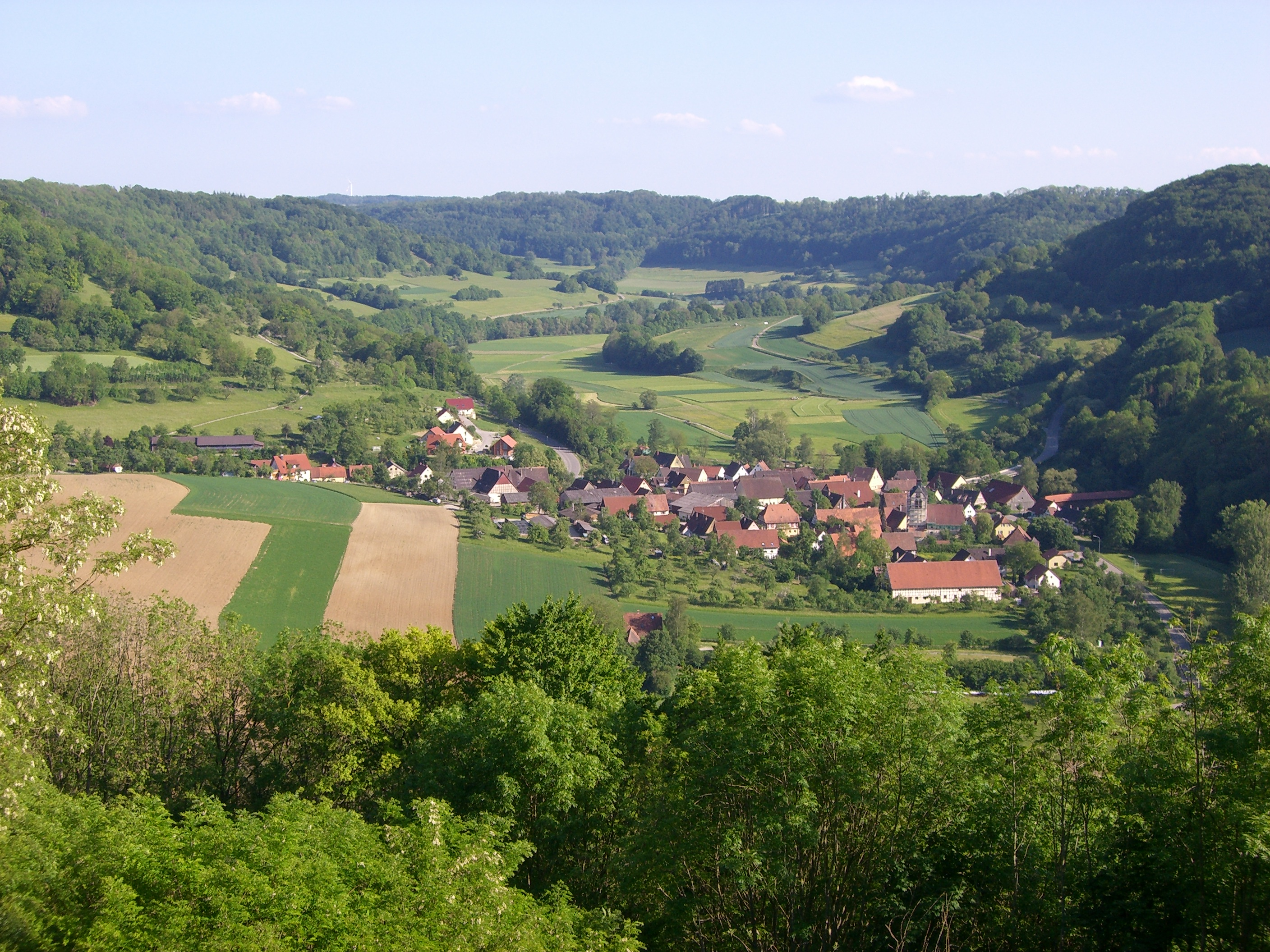
Bächlingen von Schloss Langenburg aus gesehen

Langenburg ist eine Stadt im fränkisch geprägten Nordosten Baden-Württembergs in der Region Hohenlohe und gehört zum Landkreis Schwäbisch Hall. Urkundlich erwähnt wurde die Stadt erstmals 1226. Von 1568 bis zur Mediatisierung 1806 war Langenburg die Residenzstadt der Grafschaft und des späteren Fürstentums Hohenlohe-Langenburg. Mit unter 2000 Einwohnern gehört Langenburg zu den kleinsten Städten des Landes Baden-Württemberg.

## Geographie

### Geographische Lage
Das Stadtgebiet Langenburgs liegt in Luftlinie ca. 47 km ostnordöstlich von Heilbronn inmitten Hohenlohes in einer Höhe zwischen etwas unter 280 und etwas über 491 m ü. NHN überwiegend rechtsseits der Jagst, eines rechten Nebenflusses des Neckars.
Das zentrale Städtchen selbst sitzt rund 150 Meter über dem Talgrund der tief in den Muschelkalk eingeschnittenen Jagst auf einem Bergsporn über einer westlichen Talschlinge des Flusses auf etwa 410–478 m ü. NHN.

### Stadtgliederung
Zur Stadt Langenburg mit der ehemals selbstständigen Gemeinde Bächlingen gehören neben der Kernstadt Langenburg elf weitere Dörfer, Weiler, Höfe und Häuser.
- Zur Stadt Langenburg im Gebietsstand vom 31. Januar 1972 gehören die Kernstadt Langenburg, die Weiler Atzenrod, Ludwigsruhe, Oberregenbach und Unterregenbach, der Wohnplatz Königsmühle[4] und das Gehöft Neuhof sowie abgegangenen Ortschaften Eichholz, Falkenstein (Burg),[5] Ilgenbach, Lindenbronn, Oberrakkoldshausen und Reissenbronn (Reisach).

- Zur ehemaligen Gemeinde Bächlingen gehören die Dörfer Bächlingen und Nesselbach, der aufgegangene Ort Hürden,[6] die Wohnplätze Großhürden[7] und Kleinhürden,[8] das Haus Herrenmühle sowie die abgegangenen Ortschaften Aloswiler (auch Adlatzweiler und Adelodsweiler),[9][10] Katzenstein (Burg Katzenstein) und Maisenbrunnen.

### Flächenaufteilung
Von Nord nach Süd erstreckt sich das Gebiet Langenburgs maximal 7,4 Kilometer weit, von West nach Ost maximal 6,3 Kilometer. Die Fläche des Stadtgebiets einschließlich der Stadtteile umfasst 31,4 km², die sich wie folgt zusammensetzen.
Nach Daten des Statistischen Landesamtes, Stand 2014.

### Nachbargemeinden
Die Stadt grenzt im Norden an die Gemeinde Blaufelden, im Osten an die Stadt Gerabronn, im Süden an die Stadt Ilshofen (Stadtteil Obersteinach), im Westen an die Gemeinde Braunsbach und im Nordwesten an Künzelsau, die Kreisstadt des Hohenlohekreises und die Gemeinde Mulfingen (ebenfalls Hohenlohekreis).

## Geschichte

### Frühe Geschichte
Eine vorgeschichtliche Besiedlung des Bergrückens, auf dem Langenburg liegt, ist zwar wahrscheinlich, aber nicht belegt. Ab 500 v. Chr. zogen Kelten in die Region und errichteten Viereckschanzen, so auch eine Anlage zwei Kilometer östlich des heutigen Stadtgebietes. Diese Schanze wird durch Scherbenfunde von Schalen mit eingewölbtem Rand, Töpfen mit Kammstrichverzierung und Resten eines Graphittongefäßes in die spätkeltische La-Tène-Zeit datiert. Vermutet wird, dass es sich um einen Herrenhof mit zentralen Funktionen der Macht, des Kultes und des Gerichts gehandelt haben könnte. Im heutigen Ortsteil Unterregenbach, drei Kilometer nördlich im Jagsttal gelegen, ist ein Herrensitz mit Wohnturm nachweisbar.
Die Geschichte der Stadt Langenburg beginnt mit der Gründung einer Höhenburg auf einem nach Westen vorgeschobenen Bergsporn, dem Langenberg. Vermutet wird, dass ein Geschlecht von Edelfreien bereits vor 1200 seinen Sitz von Unterregenbach an den strategisch günstigeren Ort verlegte. In der Folge benannte sich das Geschlecht nach seinem Sitz. Burg und Stadt Langenburg wurden 1226 zum ersten Mal als Langenberg Castrum et oppidum in einer Urkunde des Bischofs von Würzburg erwähnt. In dieser Zeit standen außerhalb der Burg vermutlich nur wenige Häuser, deren Bewohner sich hier zur Versorgung des Burgherren ansiedelten. Eine Kirche gab es in dem Ort nicht, bis 1556 war Langenburg nach Bächlingen eingepfarrt. Befestigt war der Ort durch einen Haag (Gartenzaun, Hecke), der aus starken Baumästen, Reisigbüscheln und Stangen bestand.
Die freien Herren von Langenburg, die mit dem Jahr 1201 in die Geschichte eintraten, aber schon 1253 ausstarben, standen mit den Herren von Hohenlohe in naher, wahrscheinlich verwandtschaftlicher Beziehung. Die Hohenloher traten nach Aussterben der Langenburger deren Erbe an. So kam der Ort zu Hohenlohe und teilte in den folgenden Jahrhunderten das Schicksal des Fürstentums. Wie in anderen hohenlohischen Amtssitzen bildete sich auch hier eine eingeschränkte kommunale Selbstverwaltung aus. In den Jahren 1499 bis 1502 ließ Graf Kraft VI. von Hohenlohe durch Baumeister Hanns Schramm ein erstes Gotteshaus in Langenburg bauen, die Heilig-Blut-Kapelle, welche Keimzelle der heutigen Kirche ist. Pfarrsitz blieb jedoch weiter Bächlingen.
Im Dezember 1507 wird von Schießereien in Langenburg berichtet, die mit Conz Schott von Schottenstein in Verbindung gebracht werden.

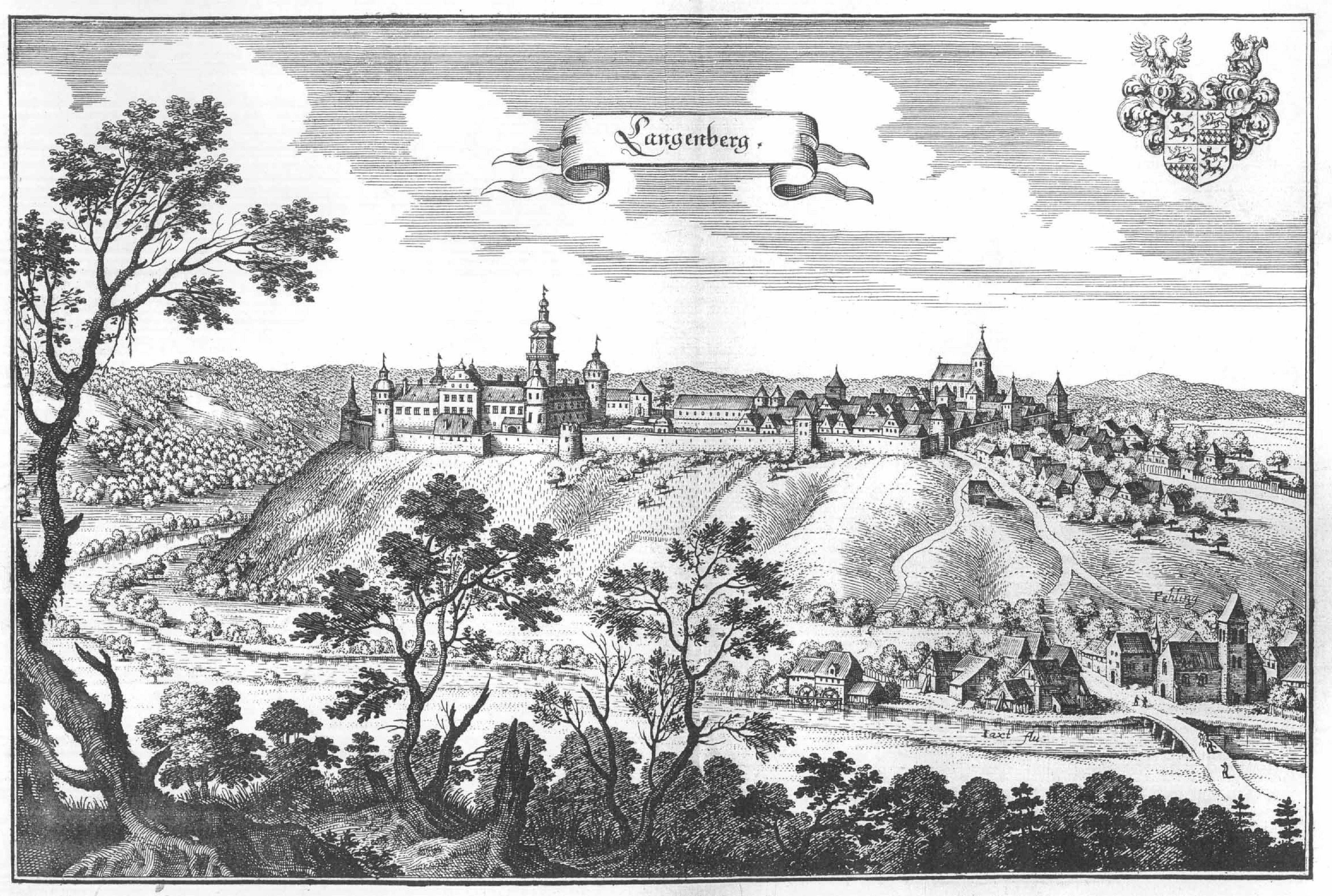
Langenburg, Kupferstich von Matthäus Merian um 1650

1568 wurde Langenburg Residenzstadt der Grafschaft und des späteren Fürstentums Hohenlohe-Langenburg, als Graf Wolfgang (1546–1610) seine Hofhaltung in die Burg verlegte, die vorher nur Sitz eines Vogtes war. Unter seinem Nachfolger Graf Philipp Ernst von Hohenlohe (1584–1628) setzte in der Stadt eine rege Bautätigkeit ein. So wurden die heute noch fast vollständig erhaltene Stadtmauer mit Tor und Torturm sowie Amts- und Bürgerhäuser errichtet. Obwohl das regierende Haus Hohenlohe in mehrere Linien zersplittert war, wurde in der gesamten historischen Landschaft Hohenlohe von den Landesherren bis 1556 die Reformation eingeführt. Von 1576 bis zur Mediatisierung der Grafschaft Hohenlohe 1806 gab es in Langenburg eine Hofprädikatur, mit der das Amt des Stadtpfarrers und von 1579 an auch das Amt des Superintendenten verbunden war. Noch vor dem Dreißigjährigen Krieg wurde die Burg aus dem 12. Jahrhundert unter Graf Philipp Ernst in das Schloss Langenburg im Stil der Renaissance umgebaut. Im Dreißigjährigen Krieg wurde Langenburg durch kaiserliche Truppen schwer verwüstet. Die Stadt gehörte zwischen 1500 und 1806 wie ganz Hohenlohe zum Fränkischen Reichskreis.

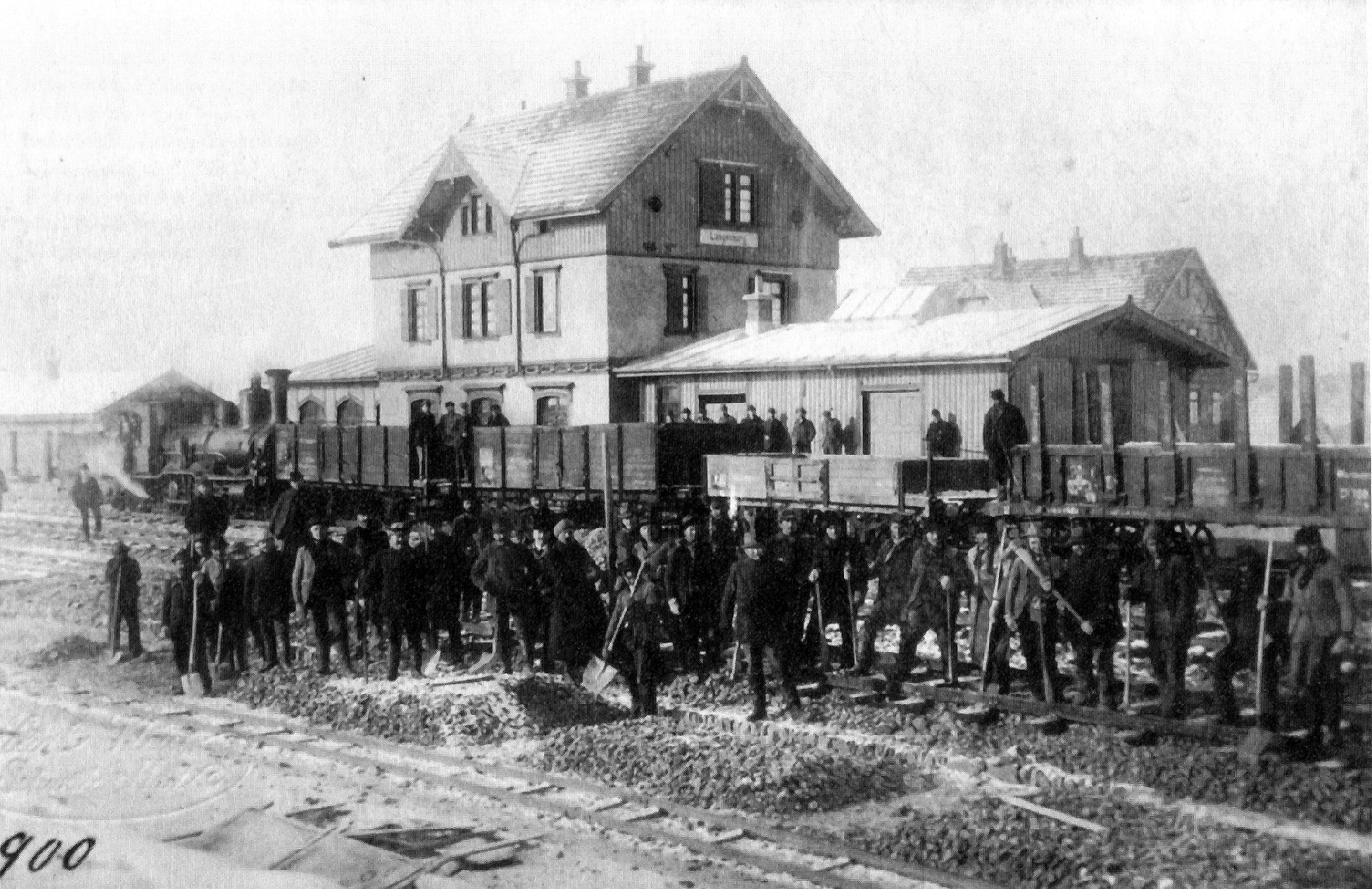
Langenburger Bahnhof, um 1900

### Württembergische Zeit
1806 fiel Langenburg an das Königreich Württemberg und gehörte ab 1811 zum Oberamt Gerabronn.
Bereits um die Mitte des 19. Jahrhunderts bemühte sich die Stadt um einen Bahnanschluss. Mehrere Anläufe, etwa im Rahmen der Planung der Eisenbahnlinie Heilbronn–Nürnberg oder der Taubertalbahn Bad Mergentheim–Aalen, an das Hauptschienennetz der Württembergischen Staatsbahnen angeschlossen zu werden, scheiterten jedoch. 1892 begannen die Planungen für eine 12 km lange Nebenstrecke, die von Langenburg nach Blaufelden führen sollte. Die dafür erforderlichen Finanzmittel wurden am 30. Juni 1898 freigegeben, so dass im Mai 1899 mit den Bauarbeiten begonnen wurde. Die Bahnhofsgebäude von Langenburg und Ludwigsruhe entstanden als Einheitsbahnhöfe vom Typ IIIa respektive IIa. Neun Monate später, am Montag, dem 22. Januar 1900, wurde die Strecke schließlich freigegeben. Bis zur endgültigen Stilllegung der Strecke im Jahre 1996 war die Stadt so über eine Bahnstrecke nach Blaufelden an das Eisenbahnnetz angeschlossen. Der Personenverkehr auf der Strecke wurde bereits 1963 eingestellt.
Die Verwaltungsreform während der NS-Zeit in Württemberg führte 1938 zur Zugehörigkeit zum Landkreis Crailsheim.
Im Zweiten Weltkrieg blieb Langenburg im Gegensatz zu umliegenden Ortschaften von Kampfhandlungen verschont. Dass wenige Wochen vor Kriegsende im Schloss ein Lazarett eingerichtet wurde, dürfte wesentlich dazu beigetragen haben.

### Nachkriegszeit
1945 fiel Langenburg in die Amerikanische Besatzungszone und gehörte somit zum neu gegründeten Land Württemberg-Baden. Mit der Gründung Baden-Württembergs 1952 wurde Langenburg Bestandteil des jetzigen Bundeslandes.
1963 wurde das Schloss bei einem Brand schwer beschädigt. Am 1. Februar 1972 wurde die zuvor selbstständige Gemeinde Bächlingen nach Langenburg eingemeindet. Mit der Kreisreform 1973 kam Langenburg am 1. Januar 1973 vom Landkreis Crailsheim, der aufgelöst wurde, zum Landkreis Schwäbisch Hall.

### Einwohnerentwicklung
Einwohnerzahlen nach dem jeweiligen Gebietsstand. Die Zahlen bis 1961 sind Schätzungen, danach handelt es sich um amtliche Fortschreibungen der jeweiligen Statistischen Ämter (nur Hauptwohnsitze). Mit durchschnittlich 57 Einwohnern pro Quadratkilometer liegt Langenburg weit unter dem Landesdurchschnitt von Baden-Württemberg, der vom Statistischen Landesamt mit 301 Einwohnern je km² angegeben wird. In Langenburg (mit Atzenrod, Ludwigsruhe und Neuhof) leben 1307 Einwohner, in Ober- und Unterregenbach 134, in Bächlingen (mit Hürden) 200 sowie in Nesselbach 110.
| Jahr      | 1933 | 1939 | 1961 | 1971 | 1981 | 1991 | 2001 | 2011 |
| --------- | ---- | ---- | ---- | ---- | ---- | ---- | ---- | ---- |
| Einwohner | 1174 | 1088 | 2084 | 2100 | 1833 | 1922 | 1848 | 1739 |

## Religionen
In der Stadt Langenburg wurde durch die Fürsten von Hohenlohe die Reformation eingeführt. Die Stadt wurde Sitz eines Superintendenten. Nach dem Übergang an Württemberg wurde Langenburg Sitz eines Dekanats der Evangelischen Landeskirche in Württemberg. Mit Wirkung vom 1. Januar 1976 wurde das Dekanat bzw. der Kirchenbezirk Langenburg mit dem benachbarten Kirchenbezirk Blaufelden vereinigt. Seither gehört die Kirchengemeinde Langenburg mit ihren drei Kirchorten Bächlingen, Langenburg und Unterregenbach zum Kirchenbezirk Blaufelden.
Die katholische Kirchengemeinde Langenburg ist dem Pfarramt Gerabronn zugeordnet.

## Politik

### Gemeinderat

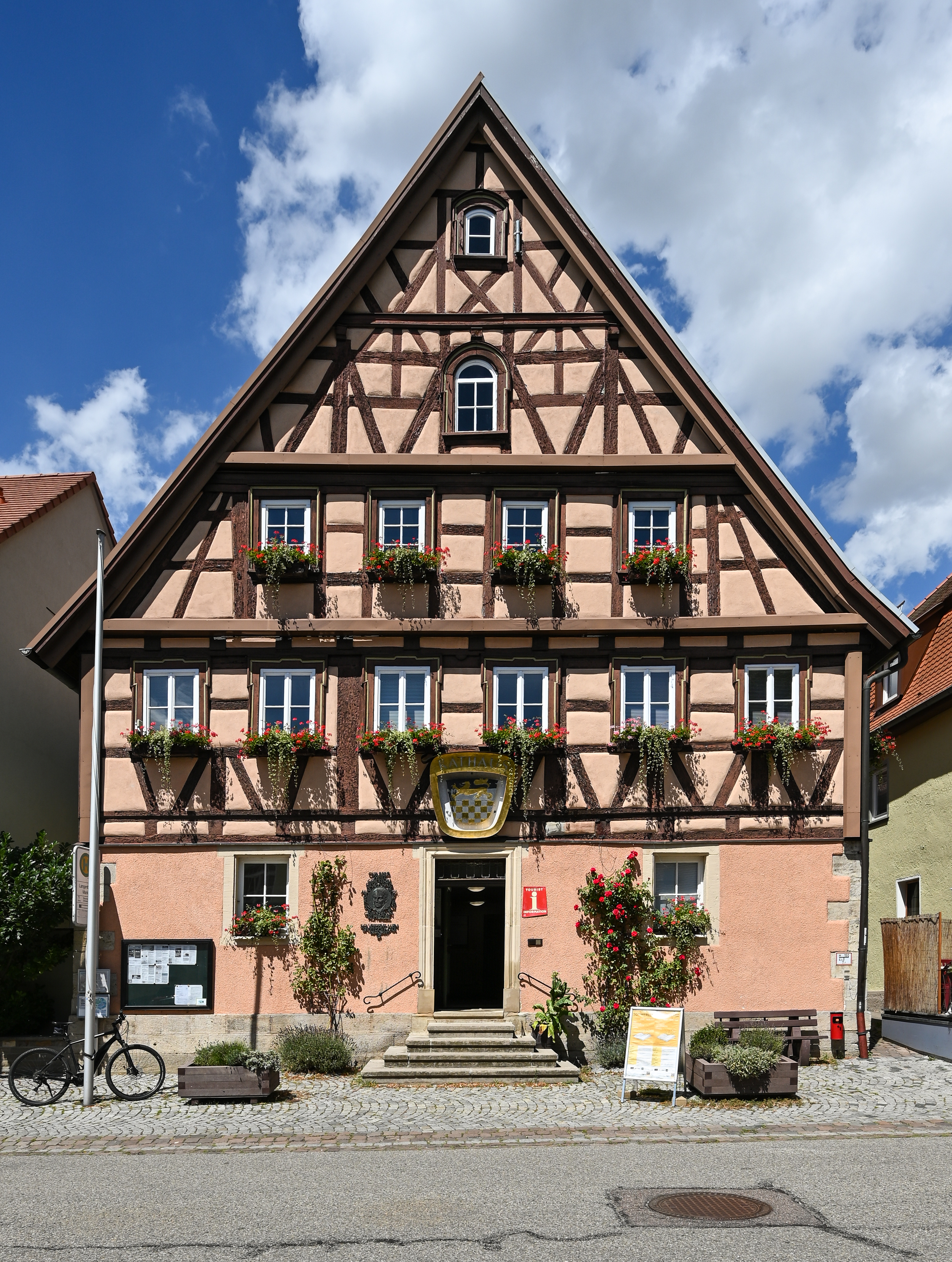
Rathaus Langenburg

In Langenburg wird der Gemeinderat nach dem Verfahren der unechten Teilortswahl gewählt. Dabei kann sich die Zahl der Gemeinderäte durch Überhangmandate verändern. 2024 besteht der Gemeinderat aus 13 Personen, darunter drei Frauen. Er besteht aus den gewählten ehrenamtlichen Gemeinderäten und der Bürgermeisterin als Vorsitzende. Die Bürgermeisterin ist im Gemeinderat stimmberechtigt.
Die Kommunalwahl am 9. Juni 2024 führte zu folgendem Endergebnis.
| Liste                                 | 2024             |          | 2019     | 2014 |
| Freie Bürgerliste Langenburg          | 47,48 %, 6 Sitze | 7 Sitze  | 4 Sitze  |      |
| Freie Wählerliste (FREIE)             | 46,47 %, 6 Sitze | 5 Sitze  | 7 Sitze  |      |
| Liste Lebensqualität und Natur (LeNa) | 6,05 %, 1 Sitz   | 1 Sitz   | 4 Sitze  |      |
| Gesamt                                | 13 Sitze         | 13 Sitze | 15 Sitze |      |
| Wahlbeteiligung                       | 68,11 %          | 70,4 %   | 66,2 %   |      |

### Bürgermeister
Bürgermeisterin ist seit dem 1. August 2023 Petra Weber. Sie wurde am 7. Mai 2023 mit 89,3 Prozent der Stimmen gewählt. Weber folgte Wolfgang Class nach, der von 2002 bis 2023 amtierte.

### Wappen und Flagge

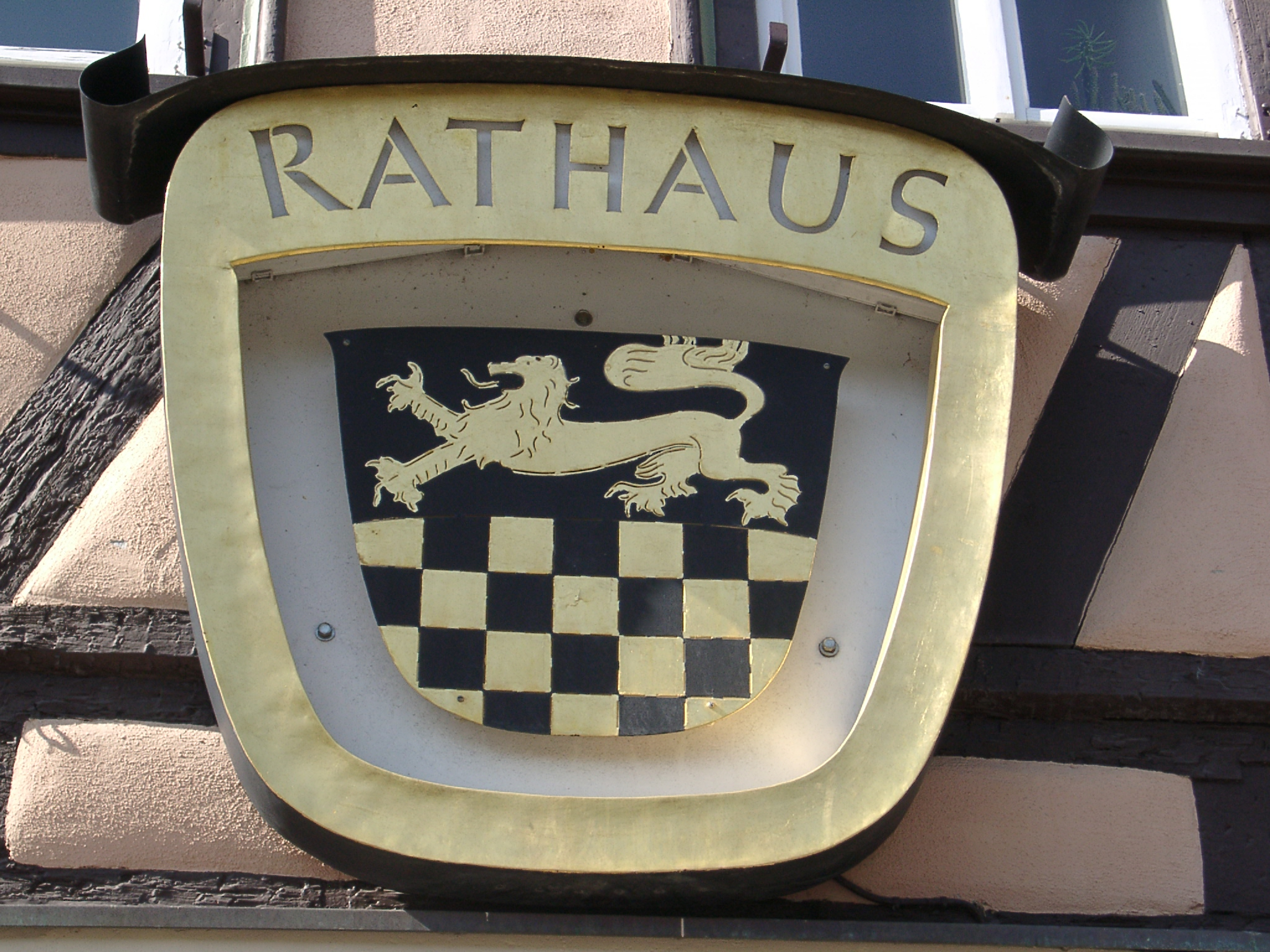
Das Langenburger Wappen am Rathaus

Die Blasonierung des Langenburger Wappens lautet: In geteiltem Schild oben in Schwarz ein schreitender goldener Löwe, unten von Gold und Schwarz geschacht (vier Reihen). Die Stadtflagge ist Gelb-Schwarz.
Um 1600 tauchten die ersten Stadtsiegel Langenburgs auf, die das Wappen der Herren von Langenburg – den Löwen und die Schachung – in verschiedenen Abwandlungen ganz oder teilweise zeigten. Der Löwe wurde zeitweise auch mit Krone dargestellt, anstelle der Schachtung fand sich auch eine Doppelreihe von Rauten oder der Großbuchstabe L (ab dem späten 17. Jahrhundert). Nach Beratung durch das Stuttgarter Hauptstaatsarchiv wurde die ursprüngliche Schachung wiedereingeführt. Wappen und Flagge wurden der Stadt am 17. Januar 1979 vom Landratsamt des Landkreises Schwäbisch Hall verliehen.

## Kultur und Sehenswürdigkeiten
Um Kultur und Stadtgeschichte bemüht ist insbesondere der 2003 gegründete, in der Alten Schule untergebrachte Geschichts- und Kulturverein Langenburg, der sich um die Erhaltung und Renovierung historischer Gebäude wie der Löchnerschen Schmiede und dem Waldhaus kümmert, das Stadtarchiv betreut und den Anstoß für die 2011 erfolgte Wiedereröffnung einer Stadtbücherei gab.

### Museen

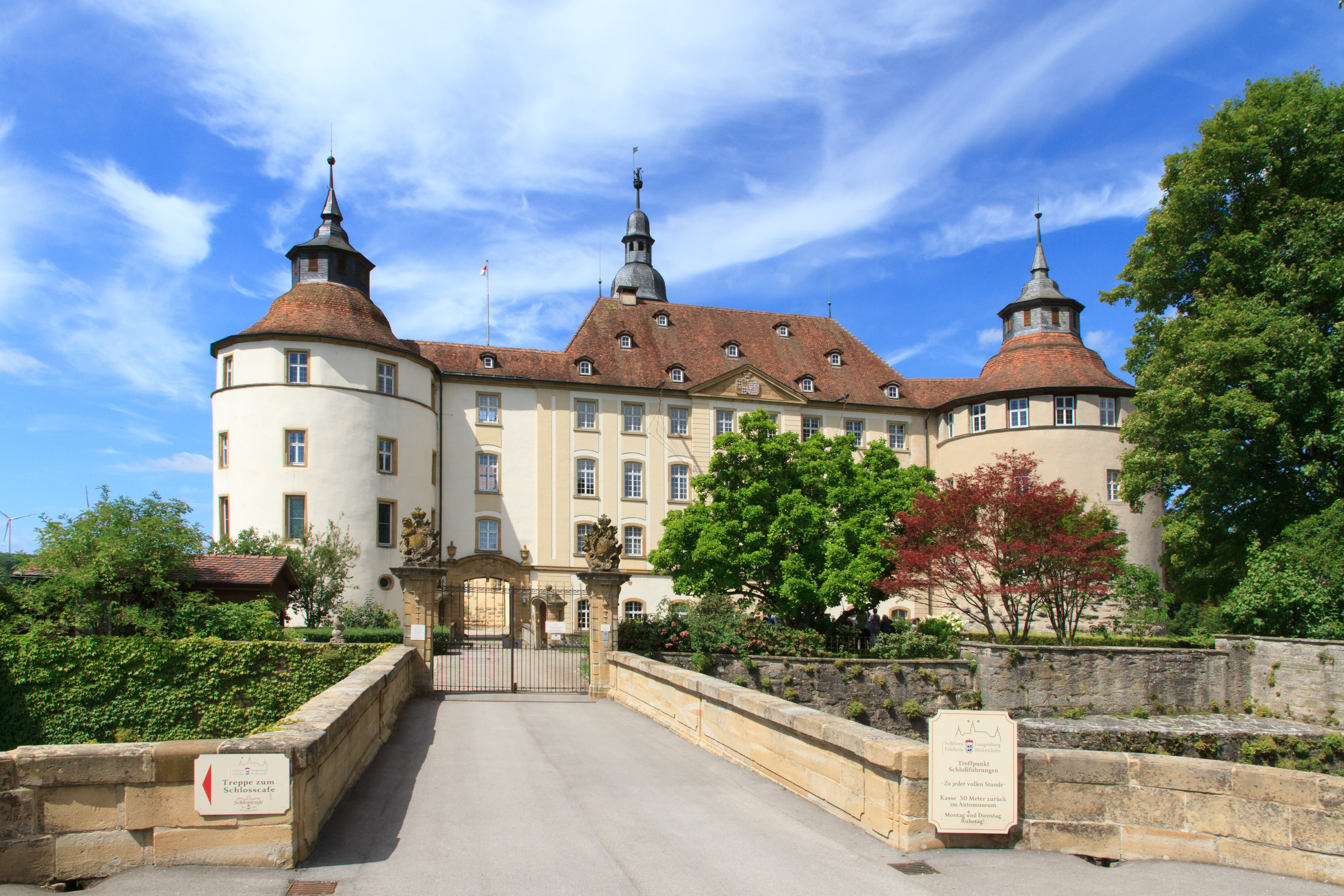
Schloss Langenburg

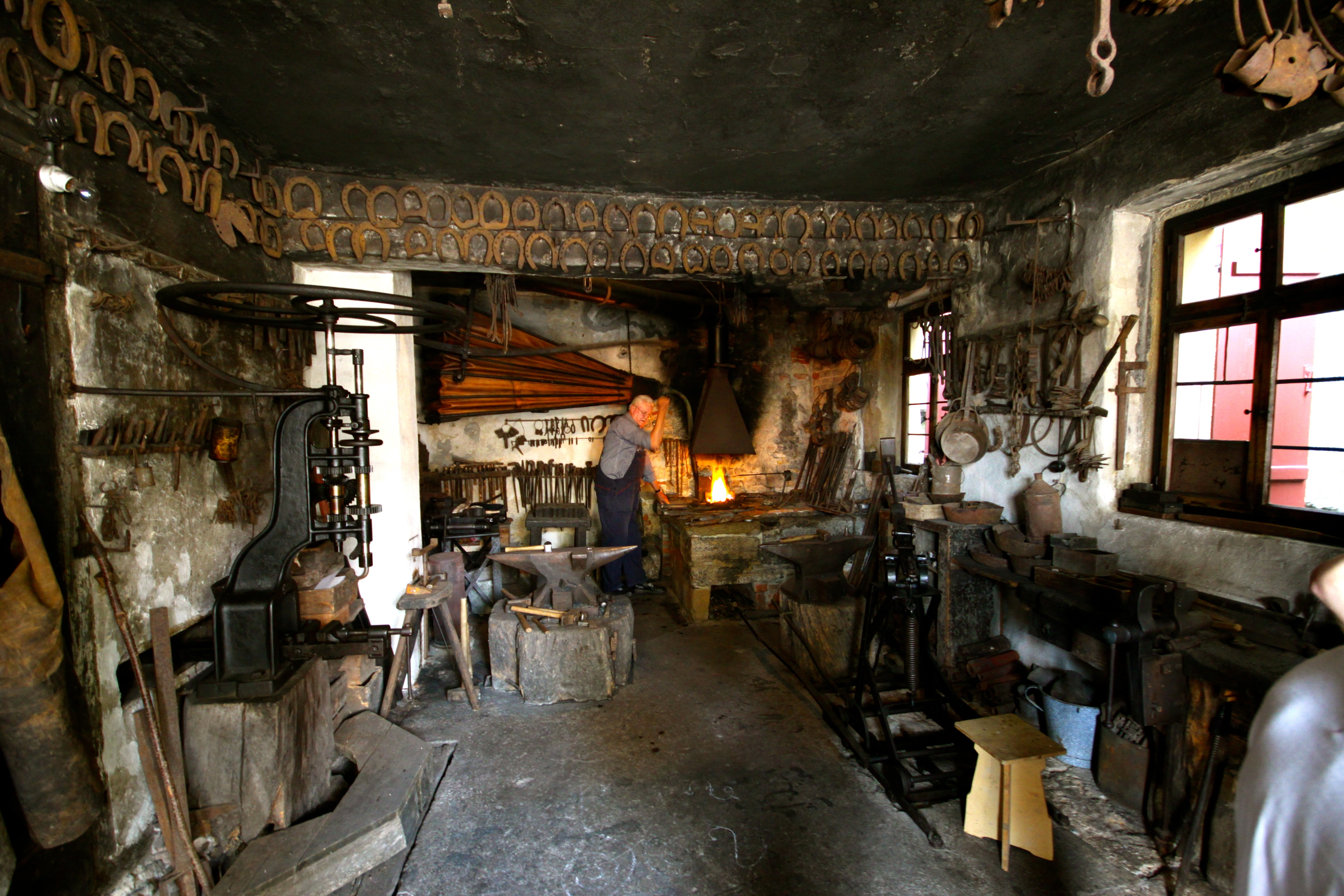
Die Löchnersche Schmiede

Das Schlossmuseum ist seit 1960 im Rahmen von Führungen zugänglich. Es zeigt in sieben Museumsräumen (Bretterner Gang, Neue Tafelstube, Archivstube, Barocksaal, Königseckzimmer, Feodora Bibliothek, Lindenstamm-Zimmer) sowie im Renaissance-Innenhof und der die Schlosskapelle herrschaftliche Wohn- und Lebenskultur. Zu sehen sind Stilmöbel, Tapisserien, Bilder, Fayencen, Porzellan sowie eine Sammlung von Waffen, Rüstungen und Jagdtrophäen aus vergangenen Jahrhunderten.
Das 1970 eröffnete Automuseum, untergebracht in der ehemaligen Remise des Schlosses, zeigt etwa 80 Oldtimer, die fast alle fahrbereit sind.

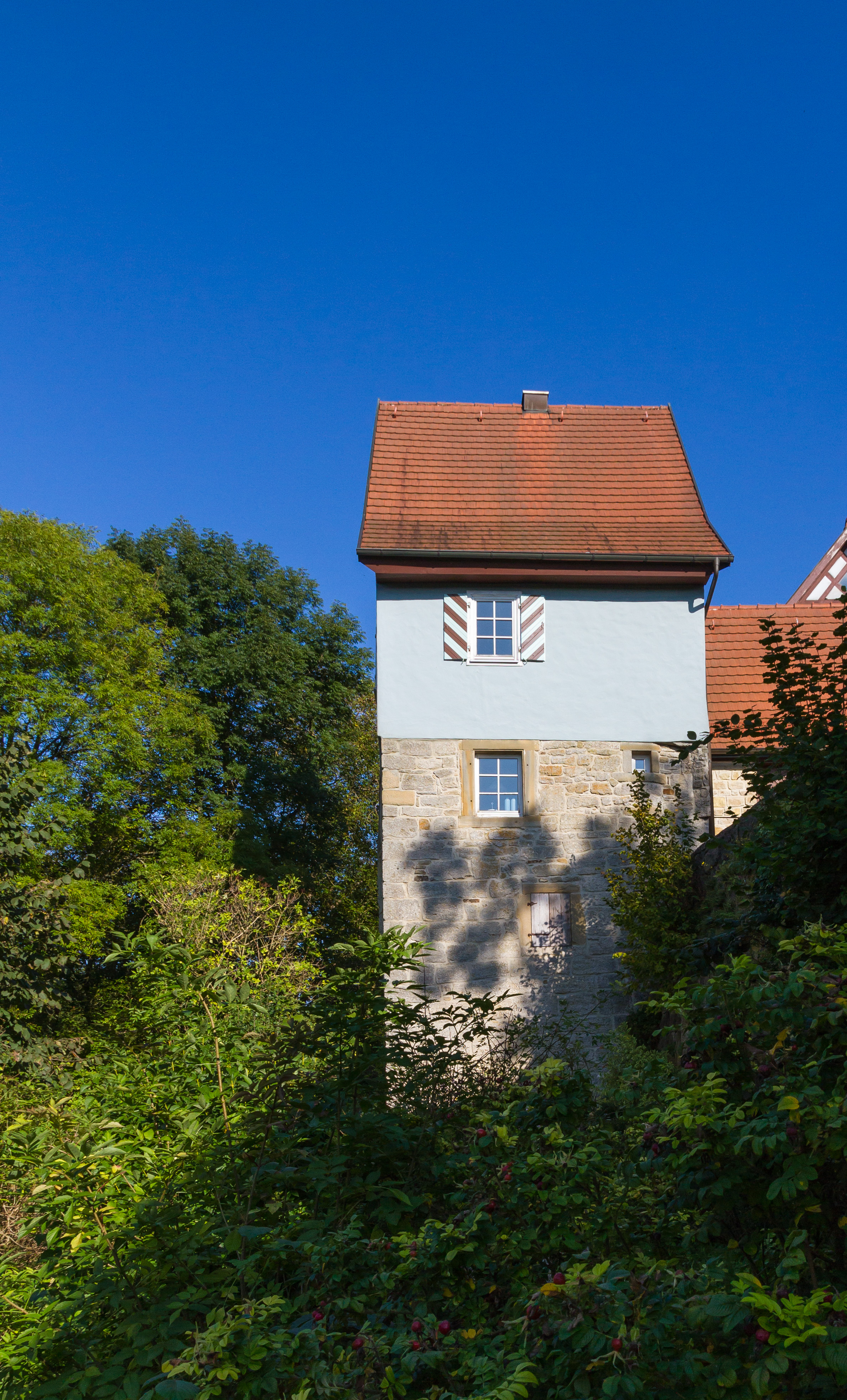
An der Stadtmauer
(Hintere Gasse 35)

Im Rathaus befindet sich die Carl-Julius-Weber-Gedenkstube, die an den hier geborenen Schriftsteller und Satiriker Carl Julius Weber erinnert. Das Zimmer enthält historische Möbel und eine Sammlung von Webers Schriften, außerdem wird es als Trauzimmer genutzt. Daneben werden die Bücher und Bilder der Schriftstellerin Agnes Günther ausgestellt, die 1891 bis 1907 als Dekansfrau in Langenburg lebte und hier ihren weltberühmten Roman Die Heilige und ihr Narr (veröffentlicht 1913) schrieb.
Der Hohenloher Kunstverein zeigt im ehemaligen Hofratshaus wechselnde Ausstellungen zeitgenössischer Kunst.
Die Löchnersche Schmiede an der Hauptstraße ist eine original erhaltene Huf- und Wagenschmiede aus den 1930er Jahren. Sie ist im Rahmen von Führungen, Aktionstagen und nach Voranmeldung zugänglich.
Im Langenburger Teilort Unterregenbach zeigt das Grabungsmuseum im alten Schulhaus Exponate der archäologischen Untersuchungen der abgegangenen, zwischen 980 und 1020 errichteten Basilika. Von ihr blieben unterhalb des Pfarrhauses die Krypta sowie unterhalb des Fußbodens des Kirchenschiffs der heutigen evangelischen Pfarrkirche St. Veit einige Mauerreste erhalten. Die Krypta ist ganzjährig zugänglich, das Grabungsmuseum sowie der Bereich unterhalb des Fußbodens der Pfarrkirche nur nach Voranmeldung.

### Bauwerke
Im historischen Stadtkern von Langenburg, der als Gesamtanlage Inneres Städtle und Vorstadt Langenburg unter Denkmalschutz steht, sind neben der Stadtkirche zahlreiche weitere Baudenkmäler erhalten. Das Schloss Langenburg, ein Renaissance-Schloss mit barockem Schlossgarten und Wohnsitz der Familie der Fürsten von Hohenlohe-Langenburg, liegt auf der vordersten Spitze des Bergsporns. Ein Teil der Anlage ist als Schlossmuseum öffentlich zugänglich. Das unter Denkmalschutz stehende Mausoleum der Familie Hohenlohe-Langenburg gab Fürst Hermann zu Hohenlohe-Langenburg 1904 im Gedenken an seine 1903 verstorbene Frau Leopoldine von Baden in Auftrag.

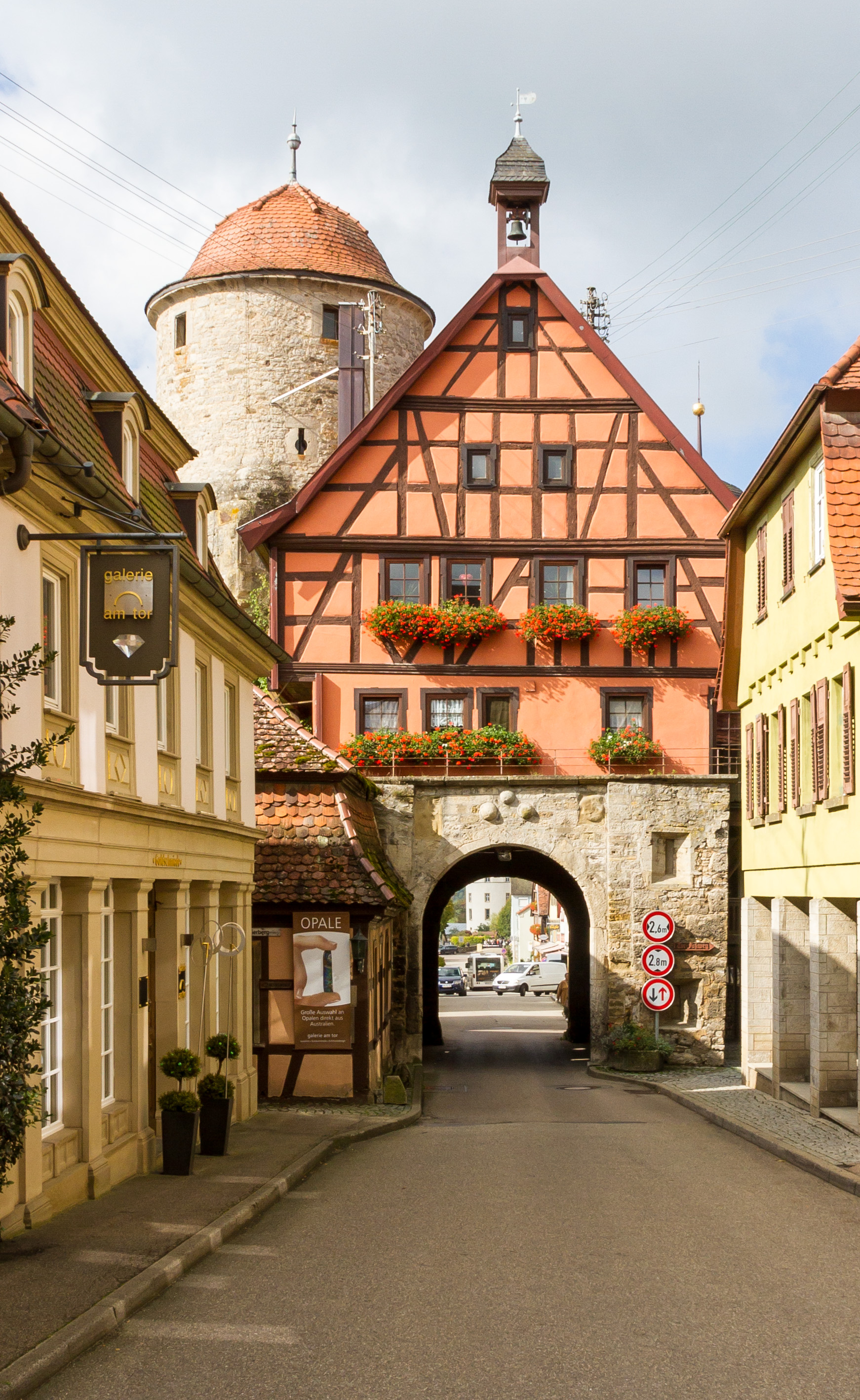
Das Stadttor von Langenburg
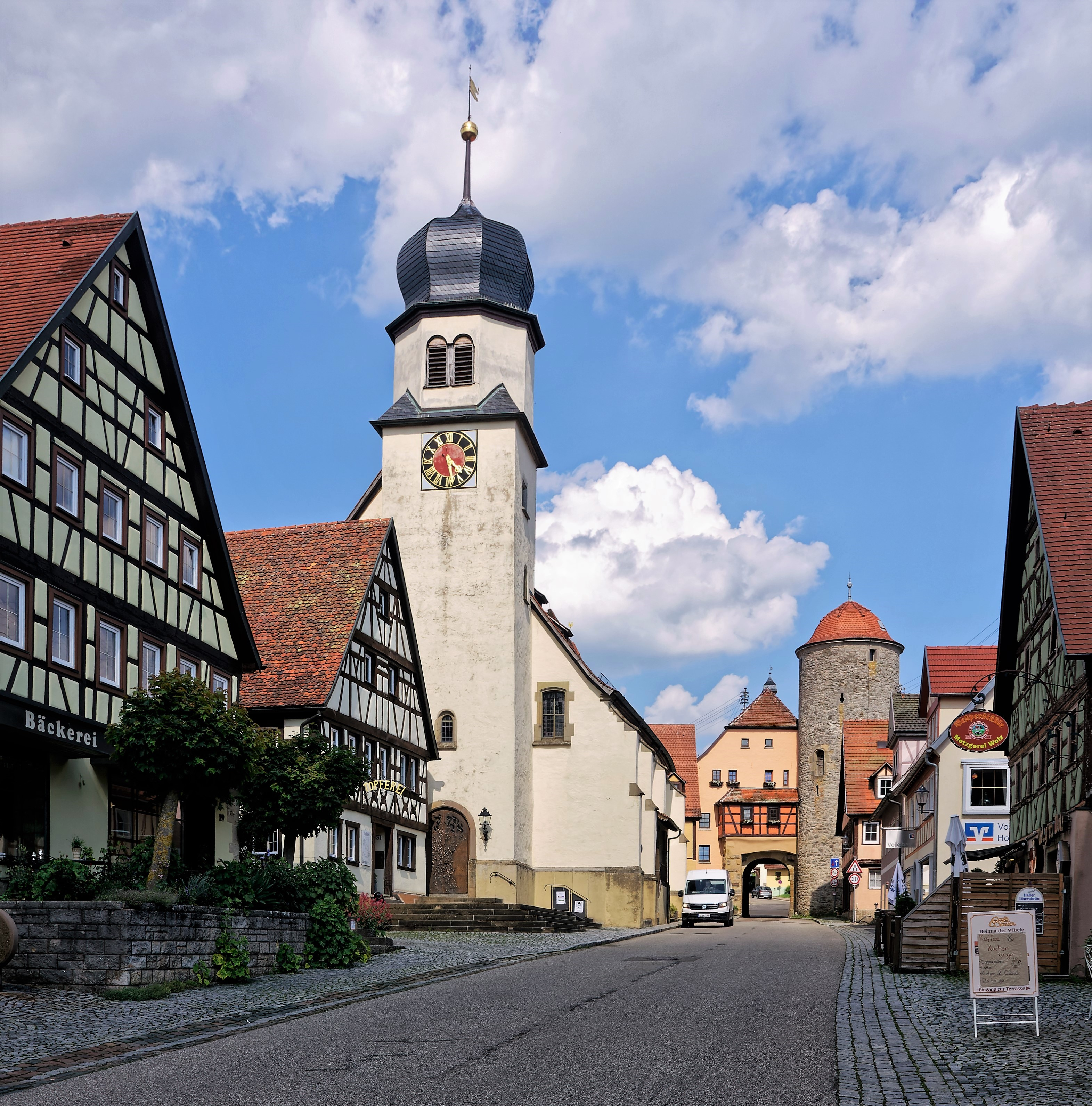
Hauptstraße mit Stadtkirche und Tor
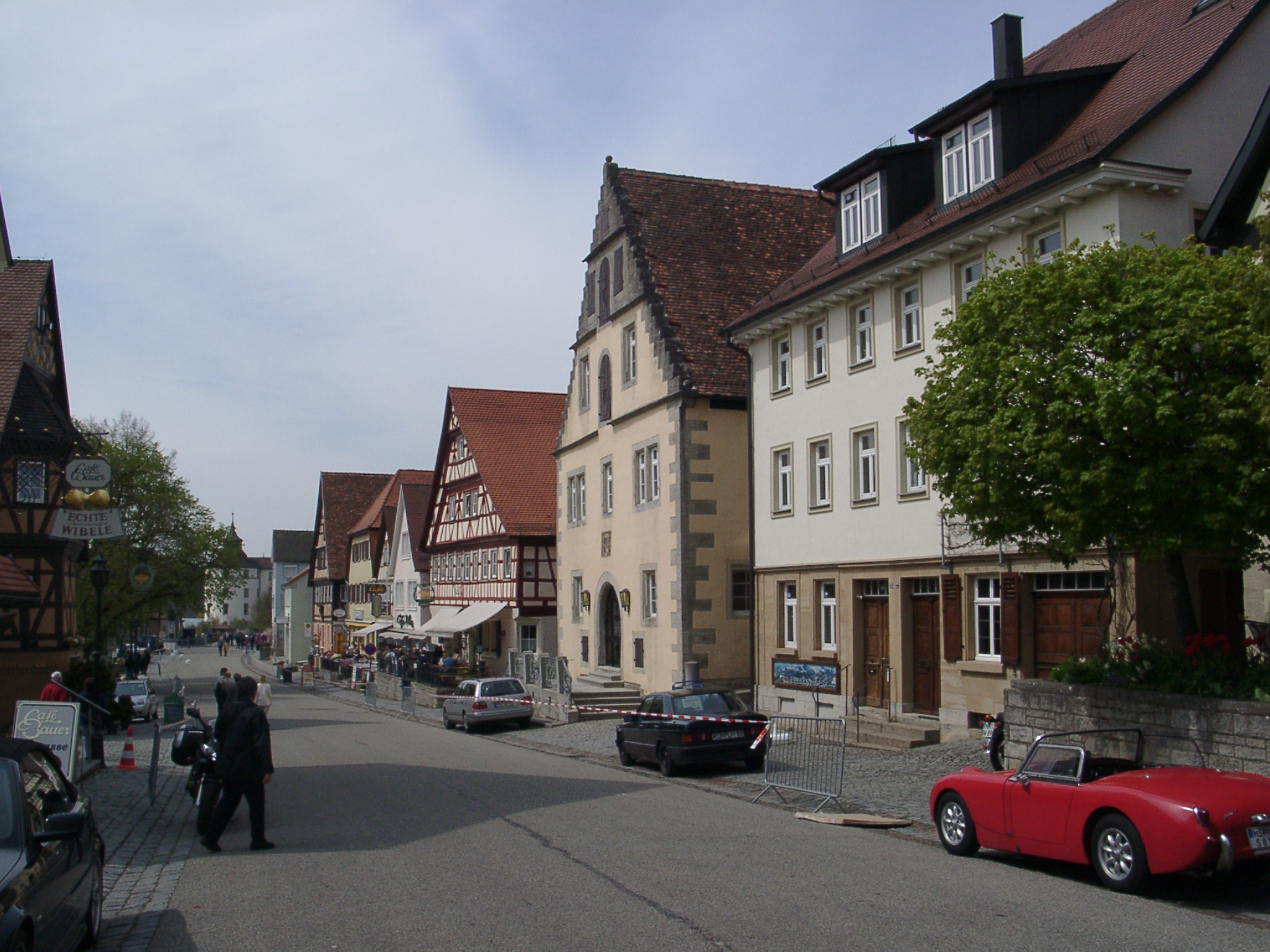
Hauptstraße in anderer Richtung, zum Schloss
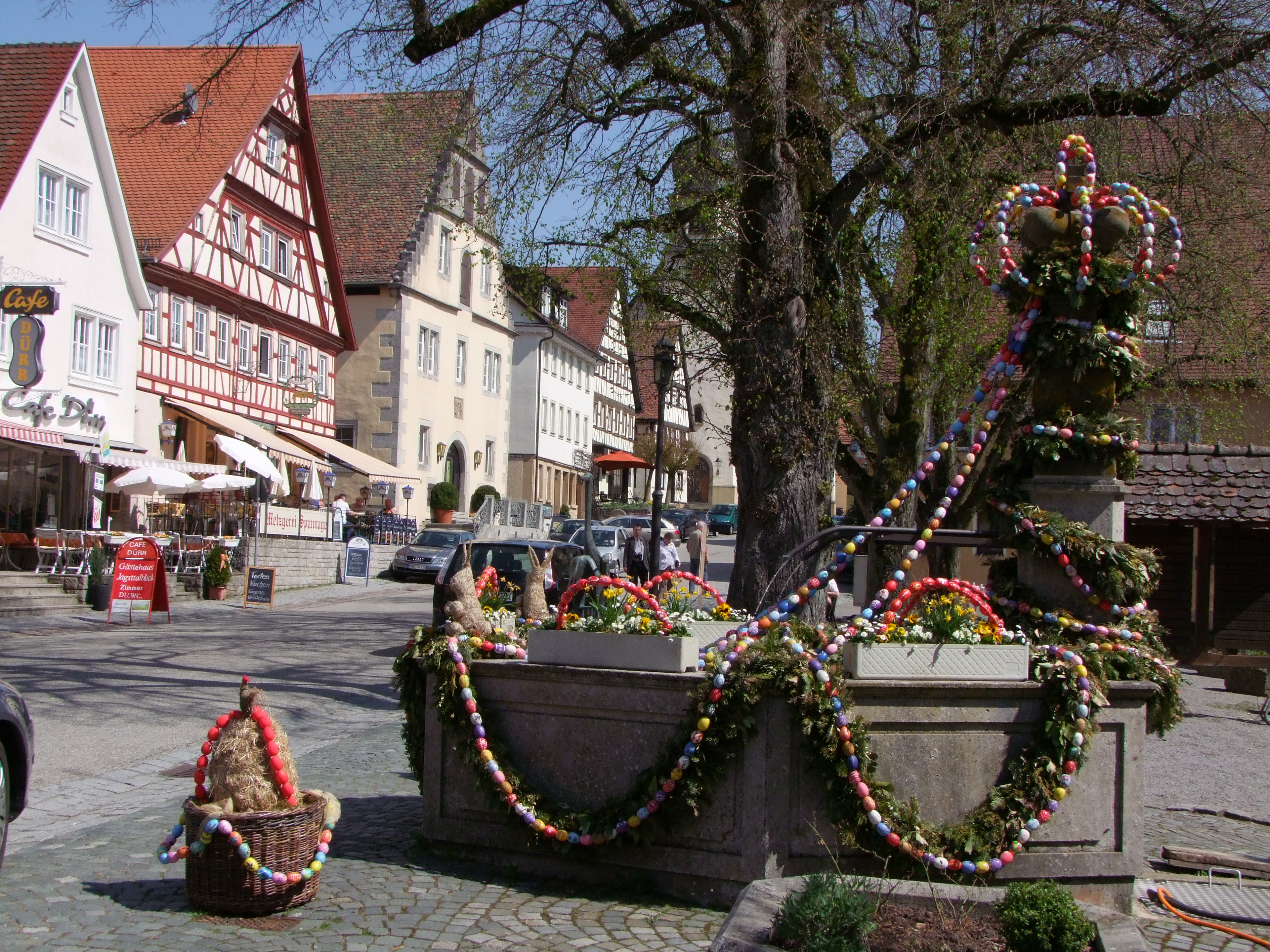
Osterbrunnen 2009

In Langenburg befindet sich seit 1961 der Sender Langenburg.
Ein 32 Meter hoher Wasserturm aus Stahlbeton wurde 1959 bis 1961 errichtet.

### Regelmäßige Veranstaltungen
- Die Fürstlichen Gartentage, jährlich am ersten Septemberwochenende.
- Das Oldtimer-Treffen Langenburg Historic (ehemals Langenburg Classic)
- Konzerte des Hohenloher Kultursommers

### Kulinarische Spezialität
Eine Langenburger Spezialität sind Wibele, ein kleines Biskuitgebäck (22 × 12 mm) aus zwei zusammenhängenden Teigtropfen. Es hat eine ähnliche Konsistenz wie Russisch Brot, ist aber nicht braun, sondern weiß, schmeckt und riecht nach Vanille. Es wurde im 18. Jahrhundert vom Hofkonditor Wibel erfunden und später nach ihm benannt. Das Langenburger Café Bauer darf als einzige Firma „Echte Wibele“ herstellen, da sich 1911 der damalige Inhaber den Namen beim Patentamt Berlin schützen ließ. Wibele ohne den Zusatz „Echte“ werden jedoch auch andernorts produziert.

## Wirtschaft und Infrastruktur
In Langenburg sind 570 Arbeitsplätze gemeldet. 401 Einpendlern stehen 390 Auspendler gegenüber.

### Ansässige Unternehmen

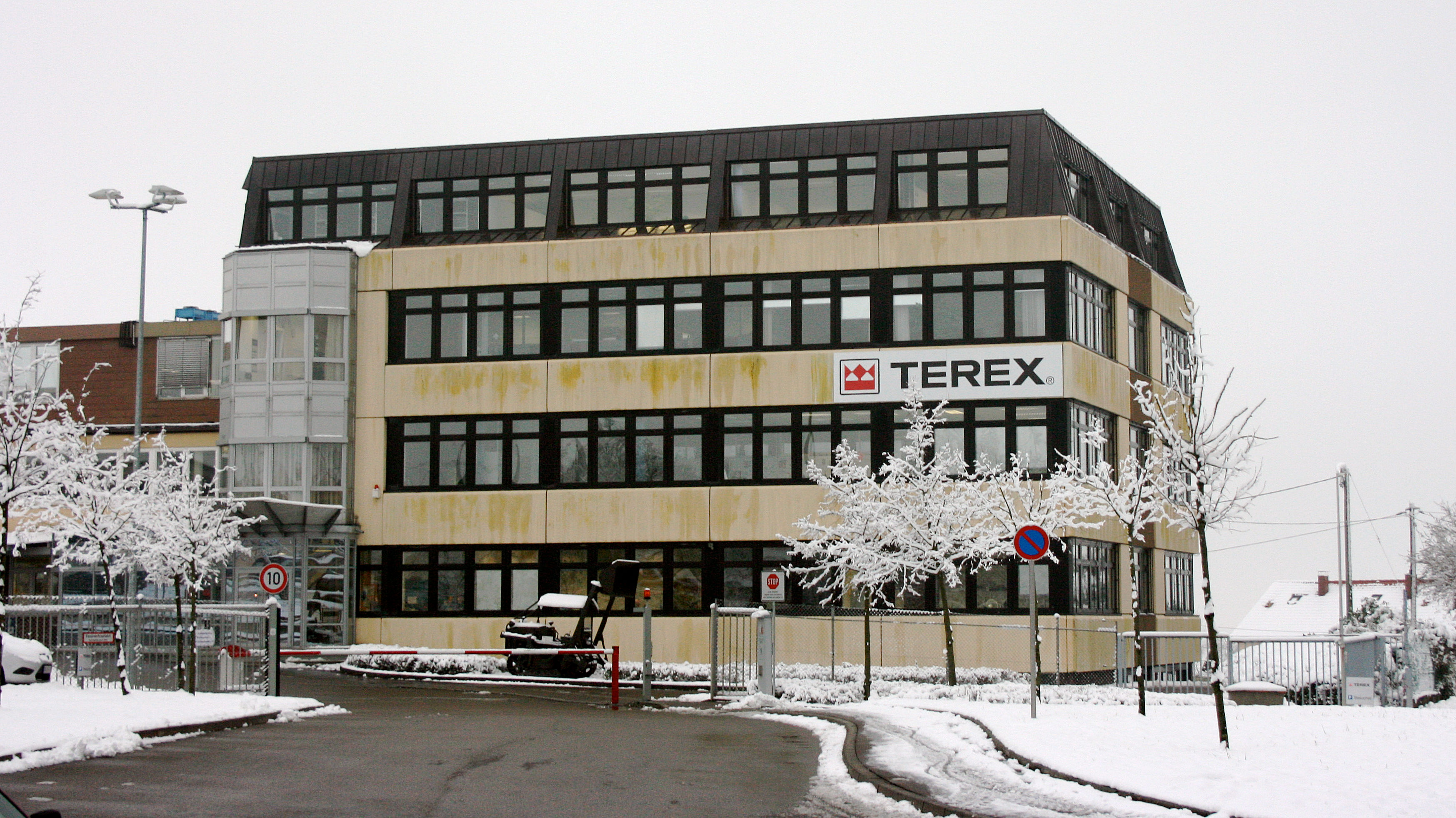
Ehemalige Terex-Niederlassung in Langenburg

Größter Arbeitgeber war bis 2013 der Baumaschinenhersteller Schaeff, der 2002 in der Terex-Holding aufging. Terex, nach eigenen Angaben einer der Marktführer im Bereich Kompaktbaumaschinen, produzierte am Standort in Langenburg Radlader, Baggerlader und Minibagger.
Am 11. Juni 2013 übernahm die neu gegründete Kaelble GmbH aus Gerabronn offiziell vier Geschäftsbereiche der Terex sowie die Schaeff-Namensrechte. Die Gesellschaft produziert künftig in Gerabronn unter dem Markennamen Schaeff. Auch die bis 2013 Langenburg verbliebene frühere Terex-Zylinder-Produktion verlegte Kaelble an seinen Sitz an der Gerabronner Daimlerstraße.
Die 26.000 Quadratmeter große ehemalige Schaeff- und spätere Terex-Produktionsstätte in Langenburg mit ihren rund 11.000 Quadratmetern Produktions- und Büroflächen übernahm die Farmbau Fertigsysteme GmbH, die 2014 ihren Firmensitz vom Teilort Atzenrod nach Langenburg verlegte. Auf einem Teilareal des ehemaligen Schaeff-Werksgeländes entstand ein Innovationszentrum samt Gewerbehof. Farmbau hat knapp 100 Mitarbeiter und ist auf den Systembau in massiver Fertigteilbauweise spezialisiert.

### Verkehr
Die Stadt ist über die Ausfahrt Ilshofen/Wolpertshausen der Autobahn A 6 zu erreichen. Langenburg ist durch die Buslinie 71 mit Gerabronn und Schwäbisch Hall verbunden und gehört dem Verkehrsverbund KreisVerkehr Schwäbisch Hall an. Sie war Endpunkt der bereits 1969 im Personenverkehr eingestellten Bahnstrecke Blaufelden–Langenburg.
Heute befinden sich die nächsten Bahnhöfe in Blaufelden, Schwäbisch Hall-Hessental, Eckartshausen-Ilshofen und Crailsheim.
Durch den Ortsteil Bächlingen führt als touristischer Landes-Radfernweg der Kocher-Jagst-Radweg. Er ist ein Rundkurs entlang der beiden Flüsse Kocher und Jagst zwischen Bad Friedrichshall und einer Querverbindung zwischen den Tälern bei Aalen (Stadtteil Unterkochen) und Lauchheim.

### Tourismus

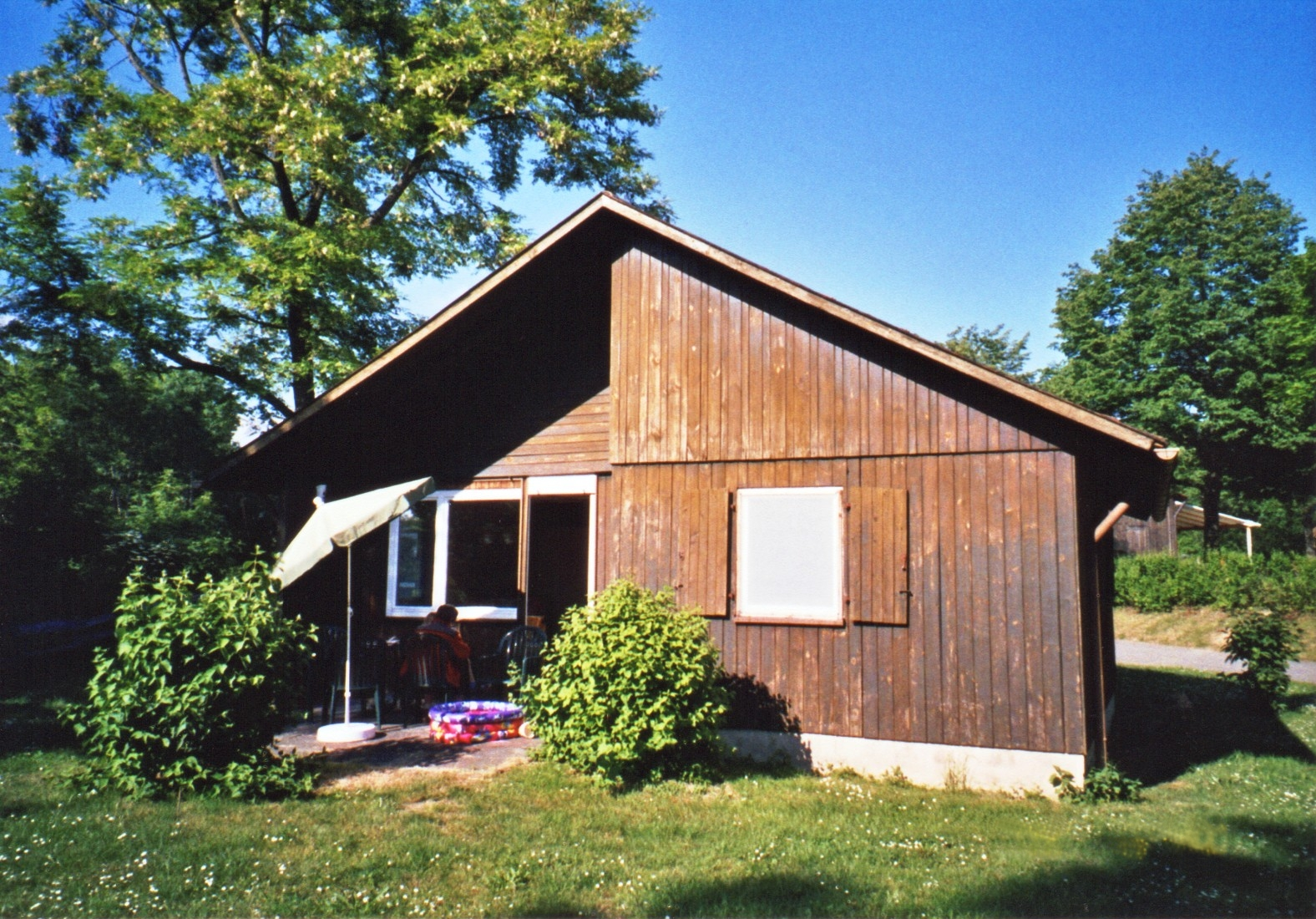
Feriendorf Roseneck

Der Luftkurort Langenburg liegt an der Burgenstraße und Schwäbischen Dichterstraße sowie am Kocher-Jagst-Radweg, Jakobsweg, Main-Neckar-Rhein-Weg und Frankenweg. Langenburg wird vor allem von Tages- und Kurzzeittouristen besucht.
Seit 1962 betrieb der Verein für Evangelische Familienferiendörfer in Württemberg am südöstlichen Rand der Gemeinde das Feriendorf „Roseneck“. Die sieben Hektar große, als gemeinnützig anerkannte Anlage mit 38 Häusern (darunter acht behindertengerechten) bzw. 220 Betten bot vor allem kinderreichen Familien mit geringerem Einkommen die Möglichkeit eines Urlaubs. In den 1980er Jahren hatte das Feriendorf etwas über 40.000 Übernachtungen pro Jahr. Mit zuletzt 31.000 Übernachtungen trug das Feriendorf zu rund 80 Prozent des jährlichen Übernachtungsaufkommens in Langenburg bei. Ende 2007 musste die Anlage schließen, nachdem sich das Land Baden-Württemberg 2003 aus der Förderung gemeinnütziger Familienferienstätten zurückgezogen hatte. – Auf dem Gelände befindet sich heute das Wellnesshotel Mawell Resort.

### Gericht und Einrichtungen
Langenburg ist Sitz eines Amtsgerichts, das zum Landgerichtsbezirk Ellwangen und zum Oberlandesgerichtsbezirk Stuttgart gehört.

## Persönlichkeiten

### Söhne und Töchter der Stadt
- Kraft von Hohenlohe-Neuenstein und Gleichen (1582–1641), Graf von Hohenlohe-Neuenstein
- Philipp Ernst zu Hohenlohe-Langenburg (1584–1628), Graf von Hohenlohe-Langenburg
- Heinrich Friedrich von Hohenlohe-Langenburg (1625–1699), Graf von Hohenlohe-Langenburg
- Albrecht Wolfgang von Hohenlohe-Langenburg (1659–1715), Graf von Hohenlohe-Langenburg
- Christian Kraft zu Hohenlohe-Ingelfingen (1668–1743), regierender Graf von Hohenlohe
- Johanna Sophie zu Hohenlohe-Langenburg (1673–1743), durch Heirat Gräfin zu Schaumburg-Lippe
- Ludwig zu Hohenlohe-Langenburg (1696–1765), erster Fürst von Hohenlohe-Langenburg
- Christian Albrecht zu Hohenlohe-Langenburg (1726–1789), zweiter Fürst des Hauses Hohenlohe-Langenburg, niederländischer Generalleutnant
- Karl Ludwig zu Hohenlohe-Langenburg (1762–1825), dritter Fürst des Hauses Hohenlohe-Langenburg, Abgeordneter in der Kammer der Standesherren
- Louise Eleonore zu Hohenlohe-Langenburg (1763–1837), Herzogin und von 1803 bis 1821 Regentin von Sachsen-Meiningen
- Karl Julius Weber (1767–1832), Philosoph und Dichter
- Heinrich Benedict von Weber (1777–1844), Jurist
- Ernst I. zu Hohenlohe-Langenburg (1794–1860), vierter Fürst des Hauses Hohenlohe-Langenburg, Präsident der Kammer der Standesherren
- Wilhelm von Bäumlein (1797–1865), evangelischer Theologe, Philologe und Lehrer
- Gustav Heinrich zu Hohenlohe-Langenburg (1806–1861), österreichischer Feldmarschallleutnant
- Victor I. Herzog von Ratibor (1818–1893), Reichstags- und Landtagsabgeordneter
- Karl zu Hohenlohe-Langenburg (1829–1907), fünfter Fürst des Hauses Hohenlohe-Langenburg
- Hermann zu Hohenlohe-Langenburg (1832–1913), sechster Fürst des Hauses Hohenlohe-Langenburg, Abgeordneter in der Kammer der Standesherren
- Adelheid zu Hohenlohe-Langenburg (1835–1900), Mitglied des Hauses Hohenlohe, durch Heirat Herzogin von Schleswig-Holstein-Sonderburg-Augustenburg
- Leonhard Hoffmann (1845–1921), in Nesselbach geborener Tierarzt und Politiker
- Karl Richard Hornberger (1849–1918), Naturwissenschaftler, Geheimer Regierungsrat
- Karl von Müller (1852–1940), Theologe und Kirchenhistoriker
- Ernst II. zu Hohenlohe-Langenburg (1863–1950), Regent von Sachsen-Coburg und Gotha, Abgeordneter in der Kammer der Standesherren
- Elise zu Hohenlohe-Langenburg (1864–1929), Prinzessin zu Hohenlohe-Langenburg
- Reinhold Scholl (1878–1966), Verwaltungsjurist
- Albrecht Erich Günther (1893–1942), Publizist
- Gottfried zu Hohenlohe-Langenburg (1897–1960), kommissarischer Landrat in Crailsheim
- Gerhard Noller (1922–1999), Theologe und SPD-Landtagsabgeordneter

### In Langenburg aufgewachsen
- Rezzo Schlauch (* 4. Oktober 1947), Rechtsanwalt, Lobbyist und Politiker (Bündnis 90/Die Grünen)
- Joschka Fischer (* 12. April 1948), Politiker (Bündnis 90/Die Grünen), Bundesaußenminister und Vizekanzler 1998–2005

### Weitere Persönlichkeiten
Folgende Persönlichkeiten sind nicht in Langenburg geboren, haben aber dort gewirkt:
- Agnes Günther (1863–1911), Schriftstellerin, schrieb in Langenburg den Roman Die Heilige und ihr Narr.
- Gebhard von Mehring (1798–1890), war von 1822 bis 1845 Stadtpfarrer und später Dekan.
- Friedrich Pfäfflin (1873–1955), lutherischer Dekan 1918–1930.